# Singapurische Badmintonmeisterschaft 2021/22
Die Singapurische Badmintonmeisterschaft 2021/22 fand vom 3.  bis zum 9. Januar 2022 statt.

## Medaillengewinner
| Disziplin    | Gold                                  | Silber                              | Bronze                                  |
| ------------ | ------------------------------------- | ----------------------------------- | --------------------------------------- |
| Herreneinzel | Vega Vio Nirwanda                     | Joel Koh Jia Wei                    | Lim Ming Hong                           |
| Herreneinzel | Vega Vio Nirwanda                     | Joel Koh Jia Wei                    | Vicky Angga Saputra                     |
| Dameneinzel  | Nur Insyirah Khan                     | Lim Ming Hui                        | Megan Lee Xinyi                         |
| Dameneinzel  | Nur Insyirah Khan                     | Lim Ming Hui                        | Joelle Chee Jie Ya                      |
| Herrendoppel | Albert Saputra Jason Wong Guang Liang | Chua Ming En Alistaire Sng Ming Wei | Tan Kai Wen Willy Teh                   |
| Herrendoppel | Albert Saputra Jason Wong Guang Liang | Chua Ming En Alistaire Sng Ming Wei | Kubo Junsuke Wesley Koh                 |
| Damendoppel  | Crystal Wong Jia Ying Jin Yujia       | Lim Ming Hui Lim Zhi Rui Bernice    | Elsa Lai Yi Ting Megan Lee Xinyi        |
| Damendoppel  | Crystal Wong Jia Ying Jin Yujia       | Lim Ming Hui Lim Zhi Rui Bernice    | Grace Chua Liang Yun                    |
| Mixed        | Wesley Koh Crystal Wong Jia Ying      | Jason Wong Guang Liang Bernice Lim  | Danny Bawa Chrisnanta Shinta Mulia Sari |